# Vertikalstrahler

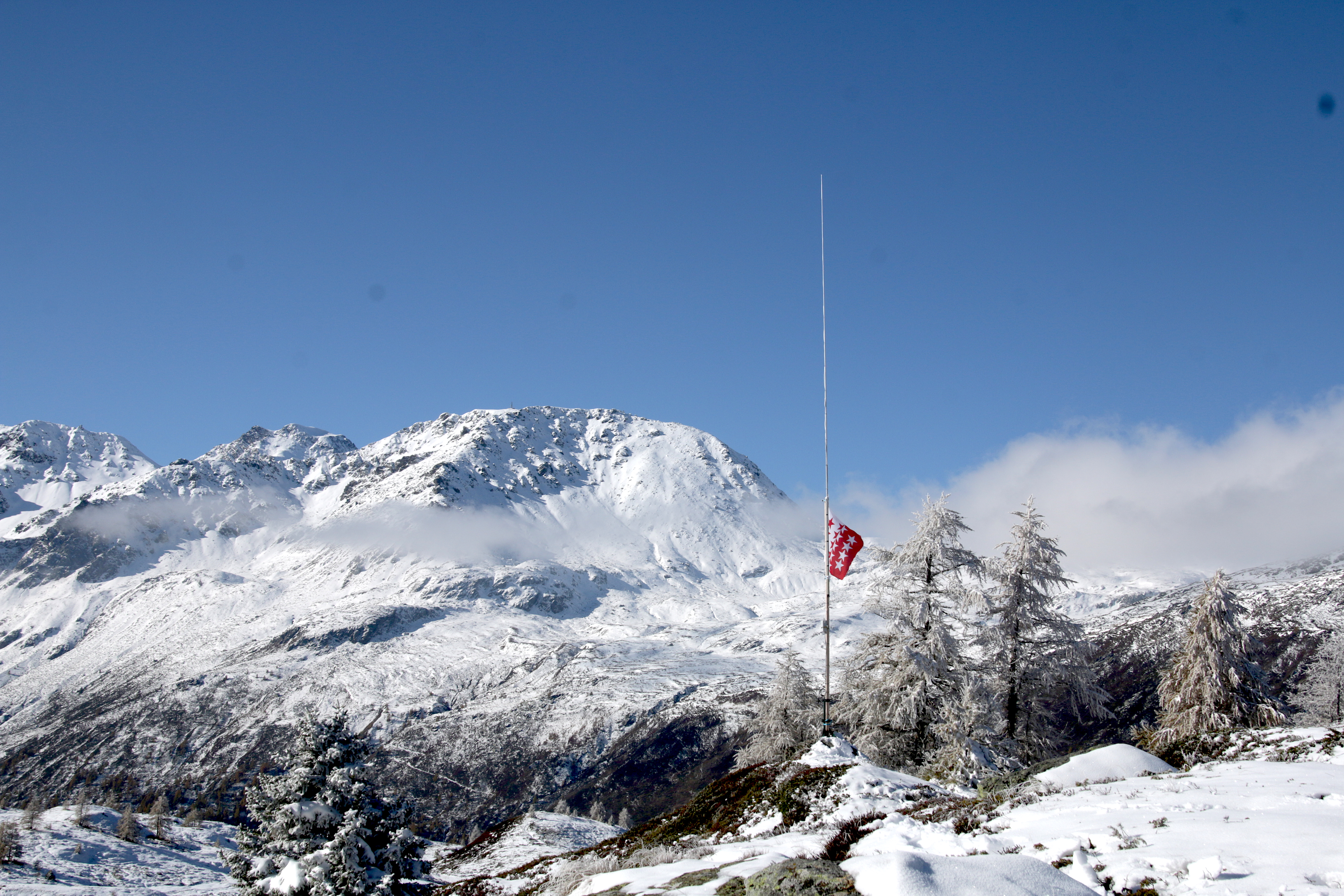
10 Meter hohe Vertikalantenne für 20 Meter Wellenlänge

Ein Vertikalstrahler ist eine Sendeantenne, die mit der Erdoberfläche einen rechten Winkel bildet. Sie liefert eine vertikale Polarisation. Die meisten Sendeantennen für Lang- und Mittelwellen sind Vertikalstrahler.
Eine λ/4-Vertikalantenne über einer leitenden Oberfläche (Erde), die zur Abstrahlung beiträgt (Groundplane-Antenne), strahlt ähnlich wie eine lineare Antenne der Länge λ/2 im freien Raum. Sie hat aber nur den halben Strahlungswiderstand eines solchen λ/2-Dipols, also etwa 35 Ohm.
Im Frequenzbereich der Lang- und Mittelwellen zwischen 150 und 300 kHz hat die Wellenlänge λ Werte zwischen 1 und 2 Kilometern. Man kann hier technisch nur mit Antennen arbeiten, die deutlich kürzer als λ/4 sind (d. h. kürzer als 250 bis 500 m) und elektrisch verlängert werden, damit sie in Resonanz sind. Diese Anpassung kann u. a. durch zusätzliche Induktivitäten am Fußpunkt der Antenne oder konstruktiv als Dachkapazität erfolgen.
Für Frequenzen oberhalb von etwa 30 MHz, d. h. unterhalb von ca. 10 m, lassen sich λ/4- oder 5/8-λ-Strahler mit vertretbarem Aufwand realisieren. In der Praxis sind die Strahler ca. 5 % kürzer als die theoretische Länge, da sie nicht unendlich dünn gebaut werden können und der Durchmesser als Antennenparameter einfließt. Dickere Strahler haben außerdem eine größere Bandbreite.